# Furacão Marie (2014)
Furacão Marie está empatado como sendo o sétimo mais intenso furacão do Pacífico já registrado, atingindo uma pressão barométrica de 918 mbar (hPa; 27,11 inHg) em agosto de 2014. Em 10 de agosto, uma onda tropical emergiu da costa oeste da África sobre o Oceano Atlântico. Uma certa organização da atividade de chuvas e trovoadas inicialmente ocorreu, mas o ar seco logo invadiu o sistema e provocou um enfraquecimento. A onda viajou para o oeste através do Atlântico e do Caribe por vários dias. Em 19 de agosto, uma área de baixa pressão consolidou-se dentro da onda ao oeste da América Central. Com condições atmosféricas favoráveis, a atividade convectiva e as características de bandas aumentaram em torno do sistema e em 22 de agosto, o sistema adquiriu organização suficiente para ser classificado como sendo a Depressão Tropical Treze-E, enquanto estava situada a cerca de 370 mi (595 km) ao sul-sudeste de Acapulco, México. O desenvolvimento foi inicialmente acelerado, pois a depressão adquiriu os ventos de força tropical dentro de seis horas de formação e atingiu a força de furacão em 23 de agosto. No entanto, devido a um cisalhamento do vento vertical, sua taxa de intensificação parou, e por um tempo, permaneceu na Categoria 1 na Escala de furacões de Saffir-Simpson.
Em 24 de agosto, o Furacão Marie desenvolveu um olho e rapidamente intensificou-se para um furacão de Categoria 5 com ventos de 160 mph (260 km/h). No seu auge, os ventos da força do furacão atingiram uma área de 575 mi (925 km). O Furacão Marie passou subsequentemente por um ciclo de substituição da parede do olho em 25 de agosto, que provocou um enfraquecimento constante. Nos dias que se seguiram, o Furacão Marie degradou-se progressivamente abaixo do nível de furacões, à medida que transformava-se num ambiente cada vez mais hostil, com as águas mais frias e uma atmosfera mais estável. Em 29 de agosto, depois de ter perdido todos os sinais de uma profunda convecção organizada, o Furacão Marie degenerou-se num ponto baixo remanescente. O grande sistema foi gradualmente diminuindo ao longo dos dias seguintes, com os ventos cedendo abaixo da força do vendaval em 30 de agosto. O ciclone remanescente acabou perdendo um centro bem definido e dissipou-se em 2 de setembro a 1.200 mi (1.950 km) a nordeste do Havaí.
Embora o centro do Furacão Marie permanecesse bem longe da terra durante toda a sua existência, seu grande tamanho trouxe um aumento do surfe para áreas do sudoeste do México em direção ao norte até o sul da Califórnia. Na costa de Los Cabos, três pessoas afogaram-se depois que o barco onde eles estavam naufragou no mar agitado. Em Colima e Oaxaca, fortes chuvas causadas por bandas externas causaram inundações, resultando em duas fatalidades. Efeitos semelhantes foram sentidos na Baixa Califórnia do Sul. No final de agosto, o Furacão Marie trouxe um dos maiores eventos de surfe relacionados a furacões para o sul da Califórnia em décadas. Alguns swells variando de 3,0 a 4,6 m (10 a 15 pés) arrasaram muitas áreas costeiras, com danos estruturais na Ilha de Santa Catalina e na região da Grande Los Angeles. Um quebra-mar perto de Long Beach teve danos avaliados em US$ 10 milhões, com algumas partes sendo arrancadas. Uma pessoa afogou-se nas ondas perto de Malibu. Centenas de resgates no oceano, incluindo mais de cem somente em Malibu, foram atribuídos à tempestade, e as perdas totais atingiram US$ 20 milhões.